# Kelly Brazier
Kelly Brazier (28 de outubro de 1989) é uma ruguebolista de sevens neozelandesa, medalhista olímpica.

## Carreira
Brazier integrou o elenco da Seleção Neozelandesa Feminina de Rugby Sevens medalha de prata nos Jogos Olímpicos Rio 2016.